# Groupement opérationnel de la Légion étrangère
Le Groupement opérationnel de la Légion étrangère (GOLE) est une unité de la Légion étrangère à vocation opérationnelle.
Créé le 1er août 1971 à partir d'éléments du 1er régiment étranger, eux-mêmes regroupés au sein du Groupement de Légion étrangère (GLE), il est rattaché, avec le Groupement d'instruction de la Légion étrangère (GILE) au 2e régiment étranger, recréé le 1er septembre 1972.
En 1976, le départ du groupement d’instruction pour Castelnaudary et son intégration au 1er régiment étranger laisse le 2e régiment étranger face à ses seules missions opérationnelles.
Il est stationné à Bonifacio jusqu'en 1977, année de la dissolution du GOLE, pour devenir un élément majeur du 2e régiment étranger, qui reprendra son appellation d'origine en 1980 : 2e régiment étranger d'Infanterie.

## Historique des combats, batailles et garnisons
Le GOLE est engagé, de 1978 à 1979 au Tchad, ou la 7e Cie déplorera 2 tués au combat et 5 blessés.
Au T.F.A.I. (Territoire Français des Afars et Issas) en 1976 à la suite du détournement du bus scolaire dans l'affaire de LOYADA
ou il déplore 6 morts (6e Cie) dans le crash d'un hélicoptère.

## Organisation
À sa création, le GOLE regroupe trois unités élémentaires, renforcées, en opérations, par le 4e escadron du 1er REC.
Les compagnies étaient les 5e et 6e compagnies ainsi que la CAS (compagnie d'appui et de soutien). La 5e Cie et la 6e Cie n'existaient pas en 1971 la 5 était la CMLE et la 6 était la 3e Compagnie commandée par le Cne Braun.... Le GOLE a été créé en 1971 au Domaine St Jean à Corté et commandé par le Col Letestu.
Plus tard en 1975 la 7e Cie du GOLE est créée aux Comores à Mayotte et rejoint Bonifacio.

## Chefs de corps
- Général d'armées Guignon